# Heinrich Boltz
Heinrich Boltz (ur. 14 czerwca 1911 w Łodzi) – działacz mniejszości niemieckiej w Polsce w dwudziestoleciu międzywojennym, SS-Hauptsturmfuhrer.

## Życiorys
Przed II wojną światową był członkiem kierownictwa Niemieckiego Stowarzyszenia Ludowego w Polsce. Po wybuchu II wojny światowej został szefem DVV w Łodzi. Od października 1939 był SS-Hauptsturmfuhrerem. Następnie był kierownikiem biura Hauptamt Volksdeutsche Mittelstelle (VoMi), podlegającemu Reichsführerowi-SS. W 1940 został powołany przez Hansa Franka na kierownika Wspólnoty Niemców Etnicznych w Generalnej Guberni (die Volksdeutsche Gemeinschaft).

## Odznaczenia
- Honorowa odznaka Hitlerjugend (10 listopada 1942),
- Krzyż Żelazny II klasy (23 lutego 1943),
- Srebrna Odznaka Szturmowa Piechoty (Das Infanterie-Sturmabzeichnung, 20 marca 1943),
- Czarna Odznaka za Rany (Verwundeteabzeichen in Schwarz, 10 maja 1943)[1].